# Procol Harum (musikalbum)
Procol Harum är musikgruppen Procol Harums självbetitlade debutalbum, utgivet 1967 på Deram Records. Albumet blev en större framgång i USA än i hemlandet. I Storbritannien ingick märkligt nog inte gruppens stora genombrottslåt från sommaren 1967 "A Whiter Shade of Pale" på albumet. Den var däremot med på de amerikanska utgåvorna som också hade en annan låtordning, och skivan sålde bättre där än i hemlandet. i Storbritannien gavs albumet endast ut i monoutgåva. De tyska utgåvorna av albumet hade med gruppens andra singel "Homburg" som första spår.
"Conquistador" blev en stor hit 1972 då gruppen gjorde en nyinspelning på den. Den släpptes då som singel från albumet Procol Harum Live In Concert with the Edmonton Symphony Orchestra.

## Låtlista
(Låtarna är skrivna av Gary Brooker och Keith Reid där inget annat anges)
(Brittisk version)
1. "Conquistador" - 2:42
2. "She Wandered Through the Garden Fence" - 3:29
3. "Something Following Me" - 3:40
4. "Mabel" - 1:55
5. "Cerdes (Outside the Gates Of)" - 5:07
6. "A Christmas Camel" - 4:54
7. "Kaleidoscope" - 2:57
8. "Salad Days (Are Here Again)" - 3:44
9. "Good Captain Clack" - 1:32
10. "Repent Walpurgis" (Fisher) - 5:05

(USA-version)
1. "A Whiter Shade of Pale" (Brooker/Fisher/Reid)
2. "She Wandered Through the Garden Fence"
3. "Something Following Me"
4. "Mabel"
5. "Cerdes (Outside the Gates Of)"
6. "Christmas Camel"
7. "Conquistador"
8. "Kaleidoscope"
9. "Salad Days (Are Here Again)"
10. "Repent Walpurgis"  (Fisher)

## Listplaceringar
- Billboard 200, USA: #47[1]
- VG-lista, Norge: #20 (under titeln A Whiter Shade of Pale)[2]